# Indianapolis 500 1972

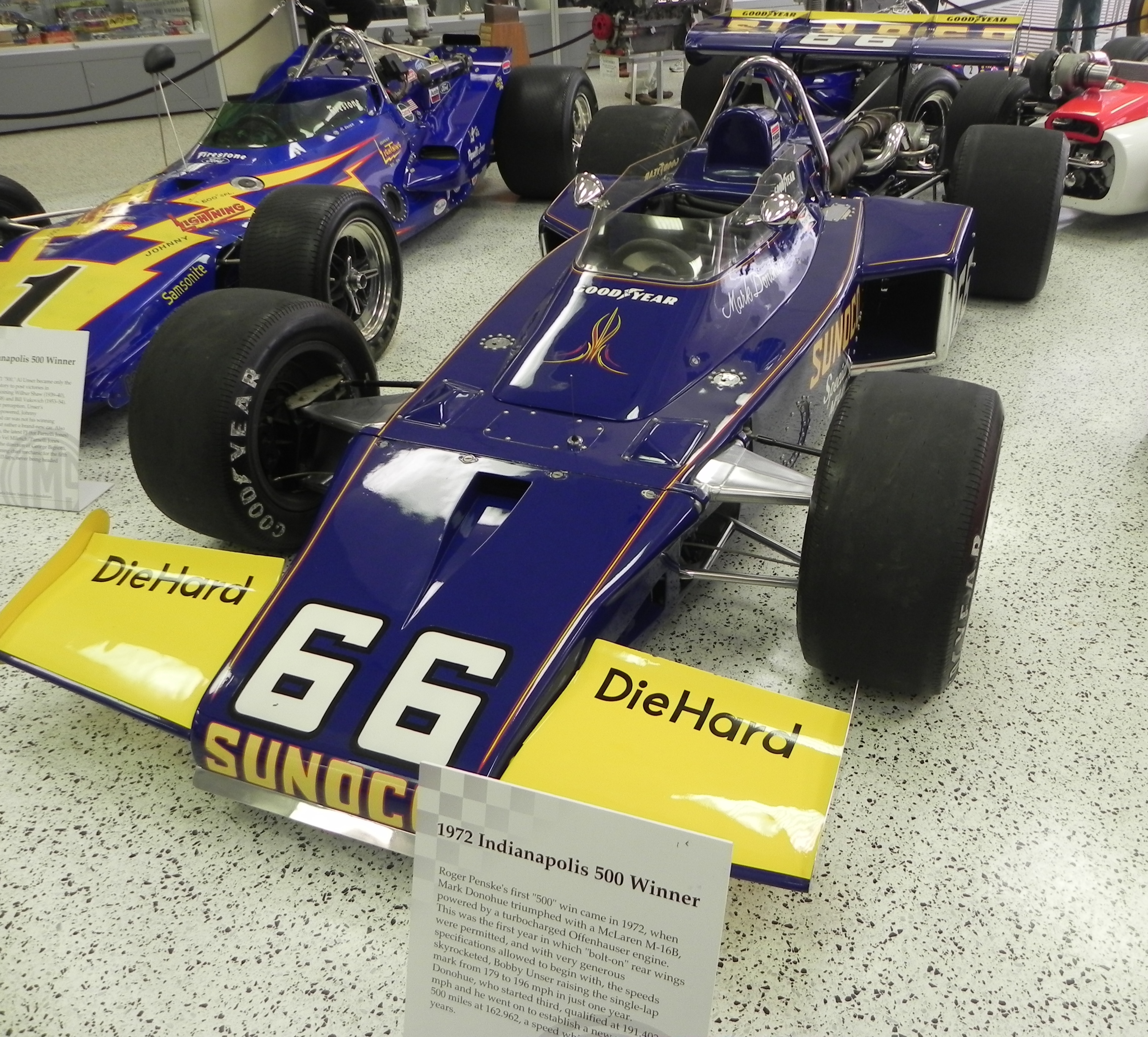
McLaren M16B, Siegerwagen von Mark Donohue

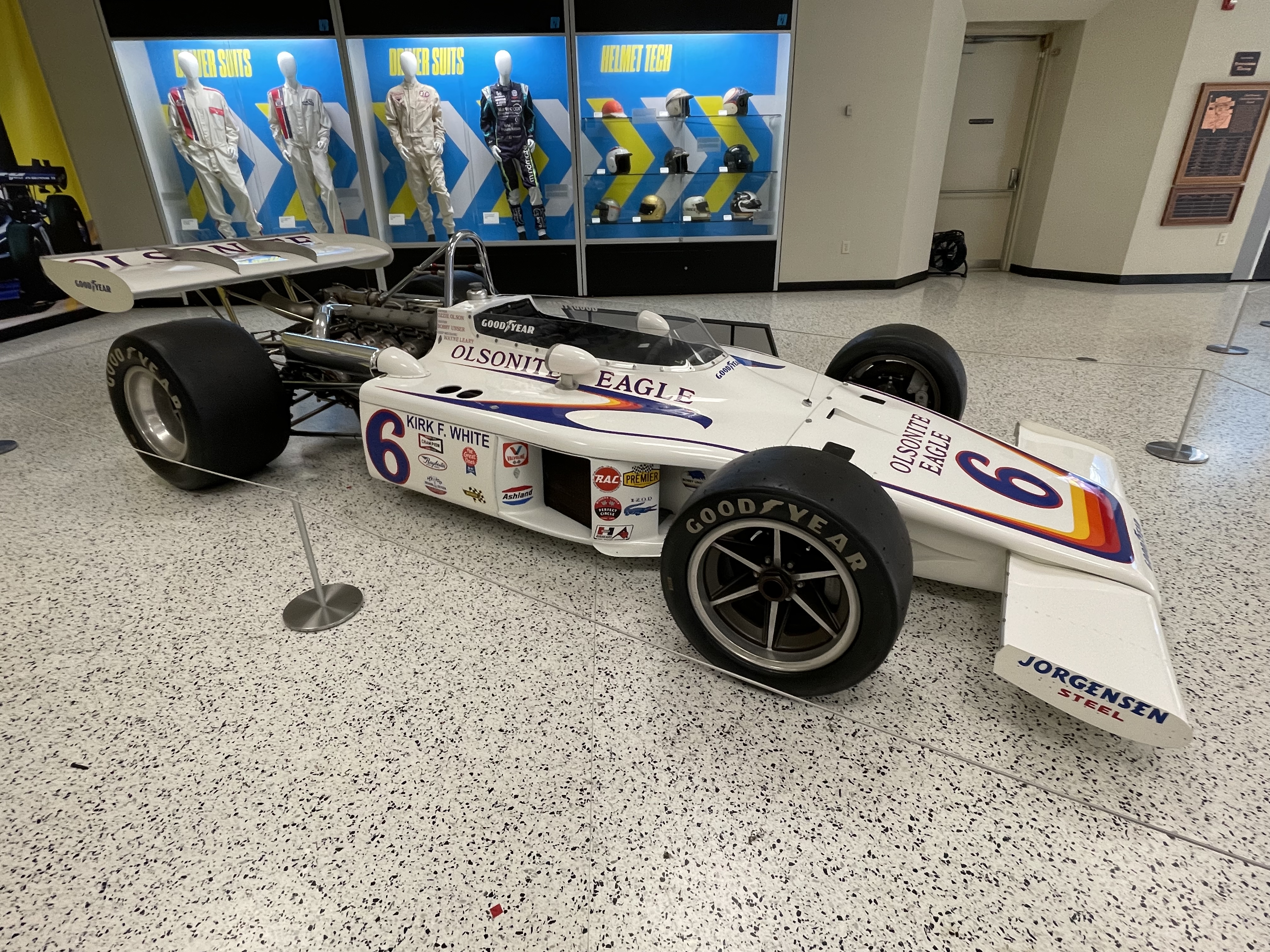
Eagle 72, Einsatzwagen von Al Unser

Das 56, Indianapolis 500 (offiziell 56th 500 Mile International Sweepstakes) auf dem Indianapolis Motor Speedway fand am 27. Mai 1972 statt.

## Das Rennen
Das Rennen ging über eine Distanz von 200 Runden à 4,023 km, was einer Gesamtdistanz von 804,672 km entspricht. Aus der Pole-Position startete Bobby Unser (All American Racers) mit einer Vierrunden-Durchschnittszeit von 3:03.730 Min. oder 195,940 mph (315,335 km/h). Die schnellste Runde im Rennen drehte Mark Donohue (Team Penske) in 47,99 Sekunden (187,539 mph). Das Rennen war der dritte Lauf zur USAC-Saison 1972.

## Ergebnisse

### Startaufstellung
| Reihe | Innen             | Mitte             | Außen            |
| ----- | ----------------- | ----------------- | ---------------- |
| 1     | Bobby Unser       | Peter Revson      | Mark Donohue     |
| 2     | Gary Bettenhausen | Mario Andretti    | Joe Leonard      |
| 3     | Sam Posey         | Johnny Rutherford | Swede Savage     |
| 4     | Steve Krisiloff   | Lloyd Ruby        | Mel Kenyon       |
| 5     | Jim Hurtubise     | John Martin       | Jerry Grant      |
| 6     | Mike Mosley       | A. J. Foyt        | Bill Vukovich II |
| 7     | Al Unser          | Roger McCluskey   | George Snider    |
| 8     | Carl Williams     | Dick Simon        | Sammy Sessions   |
| 9     | Mike Hiss         | Gordon Johncock   | Salt Walther     |
| 10    | Denny Zimmerman   | John Malher       | Lee Kunzman      |
| 11    | Jimmy Caruthers   | Cale Yarborough   | Wally Dallenbach |

### Schlussklassement
Wetter: bewölkt, 28°
| Pos. | Nr. | Name                 | Chassis        | Motor       | R | Zeit/Rückstand              | Runden | Qualifikation ø 4 Rd. mph | Start |
| ---- | --- | -------------------- | -------------- | ----------- | - | --------------------------- | ------ | ------------------------- | ----- |
| 1    | 66  | Mark Donohue         | McLaren M16B   | Offenhauser | G | 3:04:05.54 Std. 162,962 mph | 200    | 191,408                   | 3     |
| 2    | 4   | Al Unser (W)         | Parnelli VPJ-1 | Offenhauser | F |                             | 200    | 183,617                   | 19    |
| 3    | 1   | Joe Leonard          | Parnelli VPJ-1 | Offenhauser | F |                             | 200    | 185,223                   | 6     |
| 4    | 52  | Sammy Sessions       | Lola T270      | Ford        | F |                             | 200    | 180,415                   | 24    |
| 5    | 34  | Sam Posey (R)        | Eagle 72       | Offenhauser | G | 2 Rd.                       | 198    | 184,379                   | 7     |
| 6    | 5   | Lloyd Ruby           | Atlanta 72     | Foyt        | F | 4 Rd.                       | 196    | 181,415                   | 11    |
| 7    | 60  | Mike Hiss (R)        | Eagle 70/71    | Offenhauser | G | 4 Rd.                       | 196    | 179,015                   | 25    |
| 8    | 9   | Mario Andretti (W)   | Parnelli VPJ-1 | Offenhauser | F | Benzinmangel                | 194    | 187,617                   | 5     |
| 9    | 11  | Jimmy Caruthers (R)  | Scorpion 71    | Foyt        | F | 6 Rd.                       | 194    | 178,909                   | 31    |
| 10   | 21  | Cale Yarborough      | Atlanta 72     | Foyt        | F | 7 Rd.                       | 193    | 178,864                   | 32    |
| 11   | 84  | George Snider        | Coyote 71      | Foyt        | G | 10 Rd.                      | 190    | 181,855                   | 21    |
| 12   | 48  | Jerry Grant          | Eagle 72       | Offenhauser | G | Strafe                      | 188    | 189,294                   | 15    |
| 13   | 44  | Dick Simon           | Peat-Lola 71   | Foyt        | G | Benzinmangel                | 186    | 180,424                   | 23    |
| 14   | 7   | Gary Bettenhausen    | McLaren M16B   | Offenhauser | G | Zündung                     | 182    | 188,877                   | 4     |
| 15   | 40  | Wally Dallenbach Sr, | Lola T270      | Foyt        | F | 18 Rd.                      | 182    | 181,626                   | 33    |
| 16   | 89  | John Martin (R)      | Brabham BT25   | Offenhauser | F | Kraftstoffleck              | 161    | 179,614                   | 14    |
| 17   | 37  | Lee Kunzman (R)      | Gerhardt 69    | Offenhauser | G | Reifenschaden               | 131    | 179,265                   | 30    |
| 18   | 23  | Mel Kenyon           | Kenyon-Coyote  | Ford        | G | Einspritzung                | 126    | 181,388                   | 12    |
| 19   | 17  | Denny Zimmerman      | McLaren M15A   | Offenhauser | G | Zündung                     | 116    | 180,027                   | 28    |
| 20   | 24  | Gordon Johncock      | McLaren M16B   | Offenhauser | G | Ventilschaden               | 113    | 188,511                   | 26    |
| 21   | 15  | Steve Krisiloff      | Kingfish 72    | Offenhauser | F | Zündung                     | 102    | 181,433                   | 10    |
| 22   | 31  | John Mahler (R)      | McLaren M15A   | Offenhauser | G | Motor                       | 99     | 179,497                   | 29    |
| 23   | 56  | Jim Hurtubise        | Coyote 71      | Foyt        | F | Strafe                      | 94     | 181,050                   | 13    |
| 24   | 14  | Roger McCluskey      | Antares 72     | Offenhauser | G | Ventilschaden               | 92     | 182,686                   | 20    |
| 25   | 2   | A. J. Foyt (W)       | Coyote 72      | Foyt        | G | Turbolader                  | 60     | 188,996                   | 17    |
| 26   | 98  | Mike Mosley          | Eagle 68       | Offenhauser | F | Unfall                      | 56     | 189,145                   | 16    |
| 27   | 18  | Johnny Rutherford    | Brabham BT32   | Offenhauser | G | Defekt                      | 55     | 183,234                   | 8     |
| 28   | 3   | Bill Vukovich II     | Eagle 72       | Offenhauser | G | Aufhängung                  | 54     | 184,814                   | 18    |
| 29   | 95  | Carl Williams        | Eagle 66       | Offenhauser | F | Kühlung                     | 52     | 180,469                   | 22    |
| 30   | 6   | Bobby Unser (W)      | Eagle 72       | Offenhauser | G | Kühlung                     | 31     | 195,940                   | 1     |
| 31   | 12  | Peter Revson         | McLaren M16B   | Offenhauser | G | Getriebe                    | 23     | 192,885                   | 2     |
| 32   | 42  | Swede Savage (R)     | Eagle 70       | Offenhauser | G | Defekt                      | 5      | 181,726                   | 9     |
| 33   | 33  | Salt Walther (R)     | Colt-Lola      | Foyt        | F | Elektrik                    | 0      | 180,542                   | 27    |

(W)=früherer Gewinner / (R)=Rookie

### Führungsrunden
| Fahrer            | Team                | Anzahl |
| ----------------- | ------------------- | ------ |
| Gary Bettenhausen | Team Penske         | 138    |
| Bobby Unser       | All American Racers | 30     |
| Jerry Grant       | All American Racers | 16     |
| Mark Donohue      | Team Penske         | 13     |
| Mike Mosley       | Leader Card Racers  | 3      |